# مارسل روشا
مارسل روشا (انگلیسی: Marcel Roșca؛ زادهٔ ۱۸ اکتبر ۱۹۴۳) ورزشکار ورزش تیراندازی اهل رومانی است.
وی در مسابقات کشوری و بین‌المللی در مجموع برندهٔ ۳ مدال نقره، ۱ مدال برنز شده‌است.